# Bujny Księże (wieś w województwie łódzkim)
Bujny Księże – wieś w Polsce położona w województwie łódzkim, w powiecie bełchatowskim, w gminie Zelów.
W latach 1975–1998 miejscowość administracyjnie należała do województwa piotrkowskiego.
Przez miejscowość przepływa rzeka Pilsia, dopływ Widawki.
Wieś duchowna Bujny Małe, własność plebana buczkowskiego położona była w końcu XVI wieku w powiecie piotrkowskim województwa sieradzkiego.